# Ayila Yussuf
Ayila Yussuf (Lagos, 4 novembre 1984) è un ex calciatore nigeriano, di ruolo centrocampista.

## Palmarès

### Club

#### Competizioni nazionali
- Campionato ucraino: 2

Dinamo Kiev: 2006-2007, 2008-2009
- Coppa d'Ucraina: 3

Dinamo Kiev: 2004-2005, 2005-2006, 2006-2007
- Supercoppa d'Ucraina: 5

Dinamo Kiev: 2004, 2006, 2007, 2009, 2011